# OUI娛樂
OUI娛樂（韓語：위 엔터테인먼트；英語：OUI Entertainment ），是一間韓國娛樂經紀公司。創立於2014年，旗下藝人包含金曜漢、金東漢、張大賢、趙晟旭及組合WEi。

## 概述
是由魏明熙創立的策劃公司，曾在Shinchon Music，Fan Entertainment和G＆G Production 擔任經理。
目前的公司成立於2017年，但該公司的業務似乎始於2000年代中期。

## 歷史

### 2017年
4月7日，參加Mnet電視台推出的綜藝節目《PRODUCE 101 第二季》的練習生金東漢、張大賢、趙晟旭，最後都被淘汰，但其中的兩位練習生金東漢、張大賢，以JBJ和RAINZ企劃團體進行活動。

### 2018年
6月19日，結束JBJ活動的金東漢發行了他的迷你專輯D-DAY首次亮相為獨唱歌手。
11月3日，參加MBC電視台推出的綜藝節目《Under Nineteen》的練習生劉勇河、金俊抒，最終兩人獲選1THE9，並在2019年4月13日正式出道，進行為期17個月的限定活動。

### 2019年
5月至7月，練習生金曜漢參加Mnet選秀節目《PRODUCE X 101》獲得第一名，於8月27日以X1中心位置正式出道，團體活動限定5年，前2.5年為專屬合約，後2.5年可於原公司進行活動。
8月20日，個人練習生姜錫華加入。
8月27日，結束RAINZ活動的張大賢發行了他的首張單曲“FEEL GOOD”。
8月29日，前YG練習生日高真尋加入。
9月10日，前YG練習生王君豪加入。

### 2020年
1月3日，王君豪、日高真尋停止專屬合約。
10月5日，組合WEi首次亮相。由張大賢、金東漢、劉勇河、金曜漢、姜錫華、金俊抒組成。

### 2022年
11月15日，前GFRIEND成員金所願加入。

### 2023年
6月14日，尹可而加入。

## 旗下藝人

### 組合
- 隊長以粗斜體示之。

| 出道日期      | 出道日期 | 組合名稱 | 性別 | 成員                                              | 粉絲名稱 | 應援手燈   | 性質 |
|               | 日本     | 組合名稱 | 性別 | 成員                                              | 粉絲名稱 | 應援手燈   | 性質 |
| ------------- | -------- | -------- | ---- | ------------------------------------------------- | -------- | ---------- | ---- |
| 2020年10月5日 | 已出道   | WEi      | 男   | 張大賢 · 金東漢 · 劉勇河 金曜漢 · 姜錫華 · 金俊抒 | RUi      | 官方未公布 | 舞團 |

### 個人歌手
| 出道日期      | 歌手   | 性別 | 粉絲名稱 |
| ------------- | ------ | ---- | -------- |
| 2018年6月19日 | 金東漢 | 男   | RUi      |
| 2019年8月24日 | 張大賢 | 男   | RUi      |
| 2020年8月25日 | 金曜漢 | 男   | RUi      |

### 演員
- 金伊溫
- 尹可而
- 禹珉規

### 練習生
- 全祜瑩（BOYS PLANET）
- 崔乘訓（BOYS PLANET）

## 已離開藝人
藝人
- 盧妍熙
- 朴善珠
- 薛仁雅
- 趙晟旭
- 金所願

## 昔日練習生

### 男練習生
出道歌手
- TEO (DKB)
- 始宇 (TEN-X)
- 王君豪（BUGVEL）
- 日高真尋（BUGVEL）

### 女練習生
出道歌手
- Lola (PIXY)

## 外部連結
OUI娛樂
- OUI娛樂官方網頁
- OUI娛樂的X（前Twitter）
- OUI娛樂的Instagram帳戶
- OUI娛樂的Facebook專頁
- OUI娛樂的VLIVE頻道（页面存档备份，存于）
- YouTube上的OUI娛樂頻道
- OUI娛樂-BLOG （页面存档备份，存于）